# Massa d'Albe
Massa d'Albe là một đô thị thuộc tỉnh L'Aquila trong vùng Abruzzo Ý. Đô thị này có diện tích 68 km², dân số 1435 người. Các đô thị giáp ranh gồm: Avezzano, Magliano de' Marsi, Ovindoli, Rocca di Mezzo, Scurcola Marsicana